# Via Càssia

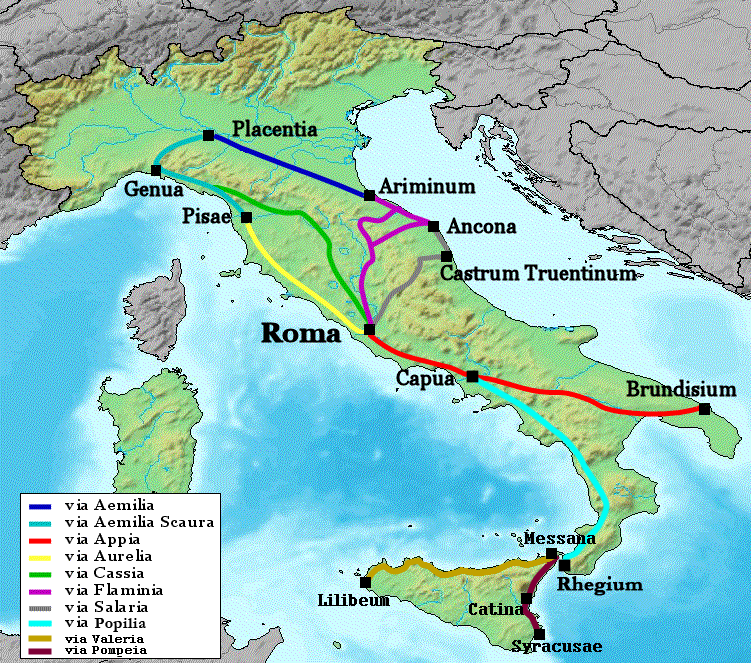
La via Càssia en verd

La via Càssia (en llatí Via Cassia) era el nom d'una via romana a Itàlia, que portava de Roma a Arretium per Florència i Lucca. No se sap quan es va construir ni qui era el Cassi que la va fer.
L'Itinerari d'Antoní l'anomena "Via Clòdia", però això és un error. S'iniciava a la via Flamínia després de creuar el Tíber al Pont Milvi, a uns 5 km de Roma. Ciceró diu que era una de les vies més freqüentades, i una de les tres que portaven a la Gàl·lia Cisalpina.
La via Flamínia de Bonònia a Arretium, que era una branca de la via Càssia, la va construir el cònsol Gai Flamini, que va ser el col·lega de Marc Emili Lèpid l'any 187 aC, després de sotmetre les tribus lígurs de la regió de Bonònia. Més tard el nom es va deixar d'utilitzar.
Les estacions al llarg de la ruta eren:
- Baccanae (Baccano)
- Sutrium (Sutri)
- Forum Cassii (prop de Vetralla)
- Volsinii (Bolsena)
- Clusium (Chiusi)
- Ad Statuas
- Arretium (Arezzo)
- Ad Fines
- Florentia (Florència o Firenze)
- Pistoria (Pistoia)
- Luca (Lucca)

La Taula de Peutinger dona les primeres estacions fins a Chiusi amb més detall, però després són confuses i no es poden identificar:
- Ad Sextum
- Veii (prop d'Isola Farnese)
- Baccanae (Baccano)
- Sutrium (Sutri)
- Vicus Matrini
- Forum Cassii (Vetralla)
- Aquae Passeris (Bagni di Serpa)
- Volsinii (Bolsena)
- Ad Palliam Fluvium (riu Paglia)
- Clusium (Chiusi).[1]